# William Stephens (Politiker, 1671)
William Stephens (* 28. Januar 1671 auf der Isle of Wight, England; † August 1753 in der Province of Georgia) war ein englischer Politiker und Kolonialgouverneur der Province of Georgia.

## Lebenslauf
William Stephens, der in manchen Quellen auch Stevens geschrieben wird, wurde als Sohn von William Stephens Sr. und dessen Frau Elizabeth geboren. Der Vater war Vizegouverneur der Isle of Wight. Der jüngere Stephens absolvierte das Winchester College und das King’s College in Cambridge. Er studierte außerdem Jura, schaffte es aber nicht, als Rechtsanwalt zugelassen zu werden. Seit 1696 war er mit Mary Newdigate verheiratet, mit der er neun Kinder hatte. Zwischen 1702 und 1727 war er Abgeordneter im House of Commons, zunächst für Newport, später für Newtown. Ende der 1720er-Jahre geriet er in finanzielle Schwierigkeiten, woraufhin er in Schottland eine Stelle als Agent der Firma York Building Co annahm. Damals war er auch im Holzgeschäft tätig.
Im Jahr 1736 wurde er von Colonel Horsey, seinem früheren Chef bei der Firma York Building Co, mit einer Landvermessung im kolonialen South Carolina betraut. Dort traf er auch James Oglethorpe wieder, den er aus seiner Parlamentszeit kannte und der damals in der Kolonie Georgia eine führende Rolle spielte. Nach einer zwischenzeitlichen Rückkehr nach England wurde er in den die Kommission Board of Trustees of the Province of Georgia berufen. Er traf am 1. November 1737 in der Kolonie ein. Im Jahr 1740 wurde er zusammen mit Thomas Jones mit der Kontrolle der Finanzen der Kolonie beauftragt. Offensichtlich traute man der Finanzpolitik von James Oglethorpe, dem damaligen kolonialen Leiter der Kolonie (Resident Trustee), nicht. Damals wurde die Kolonie auch in zwei Bezirke aufgeteilt, wobei Stephens Leiter des Bezirks um Savannah wurde, während Oglethorpe den Bezirk Frederica übernahm. Nachdem Oglethorpe im Jahr 1743 Georgia für immer verlassen hatte, wurde Stephens alleiniger Leiter der Gesamtkolonie Georgia. Er führte den Titel President. Von seinen Befugnissen her war er damit de facto Kolonialgouverneur. Dieses Amt bekleidete er bis 1751, als er es aus Altersgründen, er war inzwischen 80 Jahre alt, abgab. Sein Nachfolger wurde Henry Parker. William Stephens starb im August 1753 und wurde auf seiner zwischenzeitlich erworbenen Plantage beigesetzt.